# 奇阿圖拉市鎮
奇阿圖拉市鎮，是格魯吉亞中部伊梅雷蒂大区的市镇，行政中心为奇阿圖拉。市镇面積为542平方公里，2014年人口数量为39,884人，人口密度每平方公里73,5人。